# Salvatore Gregorietti

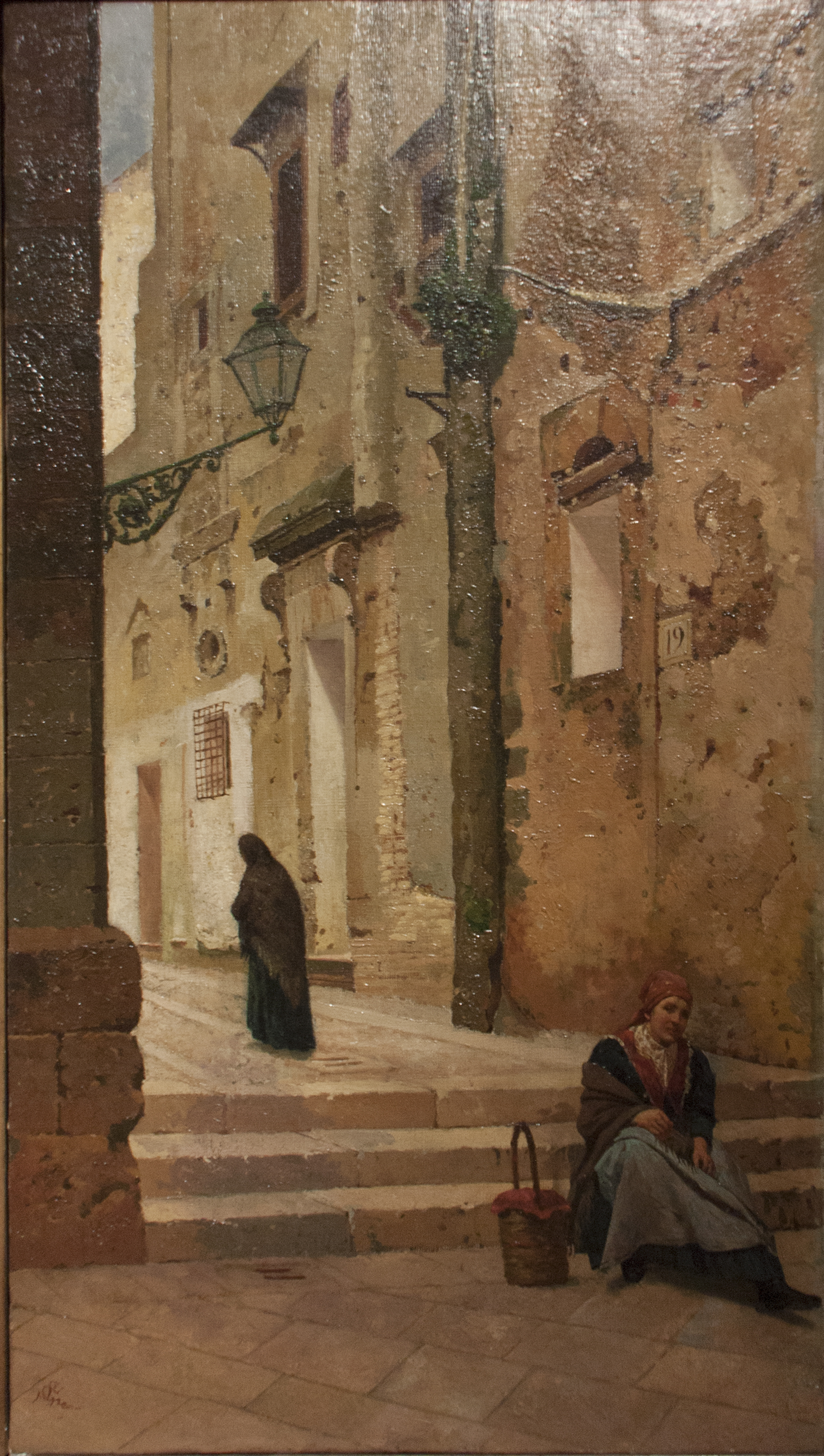
Vicolo palermitano, dipinto conservato alla Galleria d'Arte Moderna di Palermo.

Salvatore Gregorietti (Palermo, 9 luglio 1870 – Palermo, 27 agosto 1952) è stato un pittore e decoratore italiano.

## Biografia
Dal padre Salvatore venne avviato alla carriera ecclesiastica, e per qualche anno frequentò il seminario di Palermo ove conobbe monsignor Gioacchino Di Marzo che riconoscendogli una propensione verso l'arte, lo avviò agli studi di disegno della scuola tecnica. Durante questi studi conobbe Cavallaro con il quale collaborò nel 1891 alla decorazione dei foyer e dei corridoi del Teatro Politeama e nella sala dei Gonfaloni a Palazzo delle Aquile.
Nel 1894 venne nominato socio fondatore del circolo artistico di Palermo del quale decorò le sale interne, ma qualche anno dopo, in aperta polemica con le loro scelte artistiche, se ne dissociò.
Nel 1897 sposò Annunziata Rubino dalla quale ebbe sei figli tra i quali Biagio con il quale tra gli anni venti e trenta fondò la "S. & B. Gregorietti" - Vetrate artistiche dipinte a fuoco. Collaborò pure con Ernesto Basile e gli architetti del suo gruppo alle decorazioni liberty di molte case nobiliari e borghesi, realizzando le vetrate a piombo (oggi perdute) anche per il Villino Florio.
Si dedicò anche alla grafica e divenne un disegnatore di stemmi nobiliari per le nobili famiglie palermitane.
Nel 1902 si dedico alla decorazione di pareti e tetti di tutte le stanze della villa del Cav.Angelo Sapio Rumbolo a Licata.
Nel 1903 lavorò alle decorazioni del Teatro Biondo, di casa Lemos, di casa Di Maggio e del villino Riccobono di via Libertà oggi demolito.
Realizzò inoltre dipinti parietali e arazzi dipinti a olio su tela e, per la famiglia Verderame, eseguì il pastello Ritratto di Giovanna Verderame Sapio.
Tra il 1903 e il 1904 con l'aiuto del Basile iniziò la costruzione della propria abitazione con laboratorio annesso. Nel 1906 chiamato da Basile eseguì degli interventi per il Grand Hotel et des Palmes di Palermo.
Nel 1907 iniziò a lavorare anche a Catania dove erano attivi degli allievi del Basile e intorno agli anni trenta lavorò anche ad Enna dove oltre le decorazioni di importanti palazzi eseguì anche le vetrate ed i mosaici per il caffè Marro (in seguito divenuto "Antico Caffè").
Dal 1909 a fu impegnato a restaurare la volta della basilica cattedrale protometropolitana di Santa Maria Assunta di Messina danneggiata dal terremoto (lavoro perduto a causa dei bombardamenti della seconda guerra mondiale). Tra il 1922 e il 1926 realizza gli affreschi sui soffitti della nuova ala di Palazzo Zito a  Sant'Agata di Militello, adornando lo scalone monumentale dello stesso con delle vetrate artistiche raffiguranti lo stemma della famiglia committente. 
Nel 1925 fu impegnato, insieme al figlio Guido, a lavorare alla decorazione della stazione ferroviaria di Taormina-Giardini ottenendo uno dei suoi migliori risultati di inventiva per le decorazioni Liberty.
Nel
Nei primi anni Trenta a Noto l'architetto ingegnere Francesco La Grassa lo coinvolge nella decorazione della Sala degli specchi di Palazzo Ducezio e dei soffitti della casa padronale del podestà Corrado Sallicano, abbelliti con fraseggi grafici di respiro europeo, che si intrecciano con la tradizione locale delle figurazioni tardo barocche. 
Nel 1930 decora la volta della Chiesa Matrice di Furci Siculo, di particolare pregio le vetrate artistiche realizzate assieme al figlio Biagio. 
Nel 1943 fu costretto a causa della guerra a sfollare da Palermo con i familiari ad Isnello sulle Madonie. Qui riprese a dipingere soprattutto acquerelli di piccolo formato.
Dal rientro a Palermo, al termine della guerra, con la sua ditta fu molto impegnato al restauro o al rifacimento di opere danneggiate dai bombardamenti che erano state da loro stessi realizzate, tra cui le vetrate della chiesa di San Francesco d'Assisi del 1925-1926. Tale compito fu svolto prevalentemente dal figlio Biagio in quanto Salvatore, che trascorse gli ultimi anni della sua vita costretto all'immobilità, morì il 27 agosto del 1952.

## Opere
- 1934, "Ciclo", affreschi di tema francescano realizzati con la collaborazione del fratello Guido, opere presenti nella chiesa di San Papino Martire di Milazzo.
- 1935 ca., lucernario (non più esistente) della Galleria delle Vittorie a Palermo.
- ?, Allegoria della Primavera, affresco, opera realizzata nella Sala Gregorietti del Piano Parlamentare di Palazzo dei Normanni di Palermo.
- ?, vetrata nell'ingresso di Villa Aula a Trapani.
- Affreschi liberty nella villa Sapio Rumbolo a Licata.
- Affreschi liberty nel palazzo Vecchio Verderame a Licata.